# Labrobiglobigerinella
Labrobiglobigerinella es un género de foraminífero planctónico considerado como nomen nudum e invalidado, por ser descrito impropiamente como un morfogénero, aunque fue considerado perteneciente a la Subfamilia Globigerinelloidinae, de la Familia Globigerinelloididae, de la Superfamilia Planomalinoidea, del Suborden Globigerinina y del Orden Globigerinida. Su especie-tipo era Globigerinelloides algeriana. Su rango cronoestratigráfico abarcaba el Aptiense superior (Cretácico inferior).

## Descripción
Su descripción parece coincidir con la del género Globigerinelloides, ya que Labrobiglobigerinella ha sido considerado un sinónimo objetivo posterior.

## Discusión
El género Labrobiglobigerinella no ha tenido mucha difusión entre los especialistas. Labrobiglobigerinella ha sido considerado un nombre inválido al ser descrito como un morfogénero, y su especie tipo como un morfogenerotipo, categorías taxonómicas que no son reconocidas por el ICZN. Clasificaciones posteriores incluirían Labrobiglobigerinella en la Familia Schackoinidae.

## Clasificación
Labrobiglobigerinella incluía a la siguiente especie:
- Labrobiglobigerinella algeriana †